# (6686) Hernius
(6686) Hernius (1979 QC2) – planetoida z pasa głównego asteroid okrążająca Słońce w ciągu 5,07 lat w średniej odległości 2,95 j.a. Odkryta 22 sierpnia 1979 roku.